# Une idylle – hélas et hourra
Une idylle – hélas et hourra (en russe : Idillia - Ouvy i akh) est une nouvelle d’Anton Tchekhov, parue en 1882.

## Historique
Une idylle – hélas et hourra est initialement publiée dans la revue russe Les Éclats, no 51, du 18 décembre 1882, sous le pseudonyme d’Antocha Tchekhonte. Aussi traduit en français sous le titre  L'Idylle interrompue.
C’est une nouvelle comique et tragique.

## Résumé
Un homme est invité chez le capitaine Nacetchkine. À son arrivée, il voit un tendre tableau familial, le vieux capitaine entouré de son neveu Gricha et de la fiancée de ce dernier. Les jeunes sont aux petits soins pour le vieil homme.
Hélas ! quand il montre dans le journal un article où on apprend que la banque Skopine a fait faillite, le capitaine défaille : c’est là qu’il avait tout son argent.
Une semaine plus tard, il rencontre Gricha, le neveu : il ne va plus chez son oncle et sa fiancée l'a laissé tomber.

## Édition française
- L'Idylle interrompue, traduit par Madeleine Durand avec la collaboration d’E. Lotar, Vladimir Pozner et André Radiguet, dans le volume Premières nouvelles, Paris, 10/18, coll. « Domaine étranger » no 3719, 2004  (ISBN 2-264-03973-6)